# Хлєбніков Олег Микитович
Олег Микитович Хлєбніков (9 липня 1956 , Іжевськ ) — російський поет, журналіст. Заступник головного редактора «Нової газети». Живе в Передєлкіно. Член Спілки письменників СРСР.

## Біографія
Народився в сім'ї інженерів. Дебютував віршами, бувши школярем, в 1973 в «Комсомольській правді» (в номерах від 18 і 27 жовтня), у віці 17 років. Під час навчання на математичному факультеті Іжевського механічного інституту він публікується в колективних збірках Удмуртського видавництва «Квітень» (1975; Борис Слуцький у рецензії відзначив талант поета) і «Джерела» (1976), керує літстудією «Веселка» при СП Удмуртії. Учасник VII Всесоюзної наради молодих письменників і першої наради молодих літераторів соціалістичних країн. У 1978 закінчив інститут, з 1980 року — член СП СРСР. У 1983 році захистив кандидатську дисертацію з кібернетики. У 1985 закінчив Вищі літературні курси. У 1991-1995 роках був секретарем Спілки письменників Москви. Видавався у перекладах у Франції і Данії.
Робота журналіста
- журнал «Огонёк», завідувач відділом літератури (1988-1991)
- журнал «Русская виза»
  - співредактор (з 1992)
  - головний редактор (з 1994)
- «Нова газета»
  - завідувач відділом культури
  - випусковий редактор
  - заступник головного редактора
  - шеф-редактор відділу сучасної історії

Дружина — поетеса і журналістка Анна Юдківна Саєд-Шах (Данцігер).

## Творчість
Лірична творчість Хлєбнікова народжена сприйняттям міста. Він зображує реалії сучасної цивілізації та актуальні проблеми побуту, зростання їхнього впливу на внутрішнє життя людини. Його хвилює ослаблення здатності людини до комунікації при дедалі більшій тісноті спільного існування. Хлєбніков свідомо протиставляє свою творчість «естрадній ліриці». Він не дає ніяких коментарів до створених ним образів, виявляє сумнів у сенсі існування людини, говорить про пошуки власного місця в житті. Він ставить ті загальнолюдські і соціальні питання, які хвилюють людство в кінці XX століття.

## Премії та нагороди
- Премія «За кращу першу книгу» (1978).
- Літературна премія «Вінець» (2011).[6]
- Премія журналу «Діти Ра»[ru] (2012).[7]
- Нова Пушкінська премія «За сукупний творчий внесок у вітчизняну культуру» (2013).[8]
- Золотий Хрест Заслуги Республіки Польща[9] (2014).
- Премія «Парабола» (2018)[10].

## Книги віршів
- Хлебников О. Н. Наедине с людьми. — М. : «Молодая гвардия[ru]», 1977. — (Молодые голоса).
- Город (повесть в стихах). Ижевск: «Удмуртия[ru]», 1981
- Письма прохожим. М., «Современник[ru]», 1982
- Хлебников О. Н. Местное время. — М. : «Советский писатель[ru]», 1986.
- Хлебников О. Н. Железная дорога: Повесть в стихотворениях. — Ижевск : «Удмуртия», 1989.
- Хлебников О. Н. Наземный переход. — М. : «Молодая гвардия», 1989.
- Хлебников О. Н. На краю века. — Ижевск : «Удмуртия», 1996.
- Хлебников О. Н. Жёсткий диск. — М. : «Русская книга[ru]», 2002 (С предисловием Ю. Щекочихина).
- Хлебников О. Н. Инстинкт сохранения. — М. : Зебра Е, 2008. — 480 с. — 3000 екз. — ISBN 978-5-94663-576-9.
- Хлебников О. Н. Люди страстной субботы. — М. : Арт Хаус медиа, 2010. — 650 екз. — ISBN 978-5-902976-61-5.
- Хлебников О. Н. На небесном дне. — М. : Время[ru], 2013. — 128 с. — 1000 екз. — ISBN 978-5-9691-0826-4.
- Хлебников О. Н. Крайний. — М. : Арт Хаус медиа, 2016. — 188 с. — 500 екз. — ISBN 978-5-902976-97-4.